# Diocesi di Tisili
La diocesi di Tisili (in latino Dioecesis Tisilitana) è una sede soppressa e sede titolare della Chiesa cattolica.

## Storia
Tisili, nell'odierna Tunisia, è un'antica sede episcopale della provincia romana dell'Africa Proconsolare, suffraganea dell'arcidiocesi di Cartagine.
Sono due i vescovi documentati di questa diocesi africana. Il cattolico Donato intervenne alla conferenza di Cartagine del 411, che vide riuniti assieme i vescovi cattolici e donatisti dell'Africa romana; in quell'occasione la sede non aveva vescovi donatisti. Florentino intervenne al concilio cartaginese del 525.
Dal 1933 Tisili è annoverata tra le sedi vescovili titolari della Chiesa cattolica; dal 4 luglio 2025 il vescovo titolare è Gilvan Pereira Rodrigues, vescovo ausiliare di San Salvador di Bahia.

## Cronotassi

### Vescovi
- Donato † (menzionato nel 411)
- Florentino † (menzionato nel 525)

### Vescovi titolari
- Américo Henriques † (3 luglio 1966 - 2 febbraio 1971 succeduto vescovo di Lamego)
- José Manuel Estepa Llaurens † (5 settembre 1972 - 30 luglio 1983 nominato ordinario militare in Spagna)
- Óscar Ángel Bernal † (23 gennaio 1986 - 18 giugno 1988 nominato vescovo di Girardota)
- Hans-Jochen Jaschke † (18 novembre 1988 - 11 luglio 2023 deceduto)
- Gilvan Pereira Rodrigues, dal 4 luglio 2025